# Салливан, Гордон
Го́рдон Ра́ссел Са́лливан (англ. Gordon Russell Sullivan; 25 сентября 1937, Бостон, Массачусетс — 2 января 2024) — американский военачальник, четырёхзвёздный генерал в отставке.
В 1990—1991 годах — заместитель, в 1991—1995 годах — начальник штаба Армии США, одновременно в 1993 году и. о. министра армии США. После чего в отставке, с 1998 по 2016 год — главный исполнительный директор (CEO) Association of the United States Army (AUSA). Генерал-майор (1987), бригадный генерал (1984).

## Биография
Окончил Норвичский университет (бакалавр истории, 1959) и получил звание второго лейтенанта. Также получил степень магистра политологии в Университете Нью-Гэмпшир и обучался в Танковой школе Армии США, Командно-штабном колледже армии США и United States Army War College.
Четырежды командировался в Европу (в Германию), дважды — во Вьетнам, один раз — в Корею. После 36 лет военной службы, с 1995 года в отставке.
Вдовец (супруга умерла в 2014 году), трое детей, внуки.
Умер 2 января 2024 года в возрасте 86 лет. Он был похоронен на Арлингтонском национальном кладбище с воинскими почестями 10 мая 2024 года.
Награды и отличия:
- Награда Силвануса Тейера (2003)
- CGSC Distinguished Leadership Award (2009)
- AUSA 2016 George Catlett Marshall Award
- Введен в Зал славы National Center for Simulation[англ.] (2016)